# Zemětřesení na Jávě (květen 2006)
Zemětřesení na Jávě v květnu 2006 proběhlo 27. května 2006 v 05:54 místního času (což je 0:54 SELČ, 26. května 22:53 GMT), v Indickém oceánu podle údajů Geologické služby USA asi 25 km jiho-jihozápadně od indonéského města Yogyakarta, na jižní straně ostrova Jáva, 17,1 km pod mořským dnem; Meteorologická a geofyzikální agentura v Jakartě naproti tomu určila hypocentrum zemětřesení asi 37 km jižně od Yogyakarty, 33 km pod mořským dnem. Zemětřesení mělo sílu 6,3. Dva následné otřesy o síle 4,8 a 4,6 Richterovy stupnice nastaly přibližně o 4 a 6 hodin později.

## Místní podmínky
Oblast vážně postižená leží v rovině Bantul, rozkládající se jižně od města Yogyakarta. Rovina je velmi hustě obydlená lidmi žijícími v malých vesnicích oddělených rýžovými poli a zbytky polí cukrové třtiny, které dříve zásobovaly množství cukrovarů. Poslední zbývající cukrovar v oblasti se nachází mezi Bantulem a Yogyakartou.

## Oběti

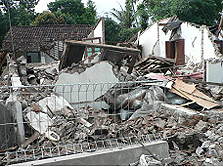
Zborcené domy v Klatenu.

Podle posledních zpráv způsobilo zemětřesení 5 782 úmrtí, 36 299 lidí bylo zraněno, poškozeno 135 000 domů a 600 000 lidí zůstalo bez přístřeší. Z toho 3 580 úmrtí a více než 1 892 zranění je z oblasti Bantul, dalších 1 668 zemřelo v okrese Klaten. V okruhu 50 km od epicentra výbuchu žije asi 5 miliónů lidí.
Obyvatelé pobřeží uprchli do vnitrozemí v obavách z tsunami, ale to nenastalo, protože síla zemětřesení nebyla pro vytváření vln tsunami dostatečná. Borobudur, stará buddhistická stupa severně od oblasti zemětřesení podle všeho přečkala katastrofu zcela nedotčena, kdežto
hinduistický chrám v na okraji města Prambananu, umístěný mnohem blíže oblasti největších škod, utrpěl značné škody a byl uzavřen. Královské hrobky v Imogiri východně od Bantulu utrpěly rozsáhlé poškození a byly proto také uzavřeny veřejnosti.

## Původ zemětřesení
Soudí se, že zemětřesení mělo tektonickou příčinu, a nelze jej přímo spojovat se souběžně probíhající erupcí blízké sopky Merapi, i když bylo hlášeno, že způsobilo zvýšenou aktivitu vulkánu.
 Umístění Indonésie podél tzv. Pacifického ohnivého kruhu ji činí náchylnou k zemětřesení a vulkanickým erupcím.

## Reakce na neštěstí

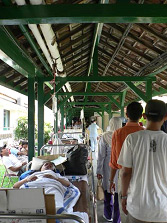
Pacienti ošetřovaní v nemocnici v Yogyakartě.

Prezident Susilo Bambang Yudhoyono přesunul armádu do centrální jávské provincie, aby pomáhala při záchranných pracích a evakuaci obětí. Byl určen tým vládních ministrů, aby na operace dohlížel.
Postižené oblasti nabídlo mnoho zemí a organizací zahraniční pomoc:
- Japonsko slíbilo 10 miliónů USD, poslalo dva lékařské týmy a oznámilo, že vyšle na pomoc jednotky[11]

- Velká Británie nabídla dva milióny liber (7 436 800 USD)[11]

- Saúdská Arábie slíbila 5 miliónů USD, potraviny, lékařské vybavení a stany, zatímco Spojené arabské emiráty a Kuvajt se zavázaly poskytnout po 4 miliónech dolarů.[11]

- Evropská unie nabízí tři milióny euro (3 800 000 USD)[12]

- Spojené státy americké přislíbily 5 miliónů; jejich ozbrojené síly se zapojily do úsilí pomoci[13]

- Austrálie nabízí v úsilí pomoci 7,5 miliónu australských dolarů (5 675 000 USD), včetně 27členného lékařského týmu mezi dalšími 80 osobami[14]

- Čína poskytne 2 milióny amerických dolarů[15]

- Kanada nabízí 2 milióny kanadských dolarů (1,8 miliónů USD)[16]

- Indie vyčlenila na pomoc balíček o hodnotě 2 miliónů.[17]

- Církev Ježíše Krista Svatých posledních dnů (Mormoni) darovala 1,6 miliónů dolarů na úhradu záchranných prostředků ve zničených oblastech, ve spolupráci s organizací Islamic Relief, která zajistí dopravu. Její místní členové navíc připravili tisíce dávek potravin, hygienických souprav, lůžek, matrací a pokrývek pro ty, kteří potřebují lékařskou péči.[18]

- Nizozemsko slíbilo $1,27 miliónů USD, Belgie vyčlenila 832 000, zatímco Norsko, Francie a Itálie nabídly buďto lékařské týmy nebo pomocné prostředky.[11]

- Červený kříž, Červený půlměsíc a OXFAM stejně jako UNICEF poskytují obětem stany a nouzové zásoby.[12] Japonsko a Malajsie poslaly do postižených oblastí lékařské týmy.[19]

- Singapur nabízí humanitární pomoc ve formě 35členného vojenského lékařského týmu a 43členného civilního záchranného týmu a záchranné prostředky v hodnotě 50 000 USD.[20]

- Spojené národy prostřednictvím Světové zdravotnické organizace posílají lékařské a komunikační vybavení, dostatečné množství souprav nouzové zdravotní pomoci pro více než 50 000 lidí na tři měsíce a chirurgické soupravy pro až 600 operací.[21]

- Vietnam nabídl Indonésii 1 000 tun rýže.[22]

- Česko vyčlenilo na pomoc 5 miliónů korun (225 000 USD).[23]

- Ostrov Man nabídl Indonésii 30 000 liber (56 000 USD).[24]

- Jordánský král Abdalláh II. přikázal vyčlenit letadlo na přepravu humanitární pomoci ke zmírnění utrpení obětí indonéského zemětřesení, které zasáhlo Jávu. Pomoc zahrnuje pokrývky, léky a další lékařské prostředky.[25]

## Média
Většina mezinárodních zpravodajských agentur již měla zpravodaje nebo informační zdroje v oblasti vzhledem k aktivitě sopky Merapi severně od Yogyakarty.
Yogyakarta je pro mnohé spojena s Borobudurem a Prambananem, přestože se obě místa nacházejí v nezanedbatelné vzdálenosti od města. Novinové zprávy proto měly tendenci se zaměřit na stav těchto památek. Borobudur neutrpěl škody, zatímco Prambanan, nacházející se blíže epicentru, podle zpráv utrpěl významné škody.
Zpravodajství o nezměrných problémech, kterým jsou denně vystaveni lidé, kteří přežili zemětřesení, konkurují zprávy o krizi ve Východním Timoru v médiích některých zemí jako je Austrálie nebo Nový Zéland.